# Eustathe d'Alexandrie
Eustathe d'Alexandrie est un  patriarche melkite d'Alexandrie  de 813 à 817.

## Contexte
Selon L'Art de vérifier les dates il le supérieur du monastère d'Alkosair lorsqu'il succède à Politien.